# Atletiek op de Paralympische Zomerspelen 2024 - 800 m vrouwen T34
De 800 meter voor vrouwen klasse T34 op de Paralympische Zomerspelen 2024 vond plaats op 1 september (series) en 2 september (finale) in het Stade de France. Deze klasse is voor atletes met cerebrale parese die voornamelijk beperkingen hebben aan hun benen, maar minimale beperkingen of controleproblemen in hun armen en romp.  De winnares van 2020 was Hannah Cockroft uit Groot Brittanië, zij wist in 2024 haar titel te prolongeren. Haar landgenote Karé Adenegan behaalde het zilver en Eva Houston uit de Verenigde Staten won de bronzen medaille.

## Records
Voorafgaand aan het toernooi waren dit de wereldrecords en Paralympische records.
| Wereldrecord        | Verenigd Koninkrijk Hannah Cockroft | 1:44.43 | Sharjah | 20 februari 2023 |
| Paralympisch record | Groot-Brittannië Hannah Cockroft    | 1:48.99 | Tokio   | 4 september 2021 |

## Finale
| Rang   | Naam            | Naam | Tijd    | Bijz. |
| ------ | --------------- | ---- | ------- | ----- |
| Goud   | Hannah Cockroft | GBR  | 1:55.44 |       |
| Zilver | Kare Adenegan   | GBR  | 2:03.12 |       |
| Brons  | Eva Houston     | USA  | 2:05.94 |       |
| 4      | Fabienne Andre  | GBR  | 2:06.86 |       |
| 5      | Lan Hanyu       | CHN  | 2:11.97 |       |
| 6      | Moe Onodera     | JPN  | 2:15.85 | SB    |
| 7      | Liu Panpan      | CHN  | 2:18.82 |       |
| 8      | Lauren Fields   | USA  | 2:33.51 |       |